# Pompignac
Pompignac is een gemeente in het Franse departement Gironde (regio Nouvelle-Aquitaine). De plaats maakt deel uit van het arrondissement Bordeaux. Pompignac telde op 1 januari 2022 3.485 inwoners.

## Geografie
De oppervlakte van Pompignac bedroeg op 1 januari 2022 11,62 vierkante kilometer; de bevolkingsdichtheid was toen 299,9 inwoners per km².

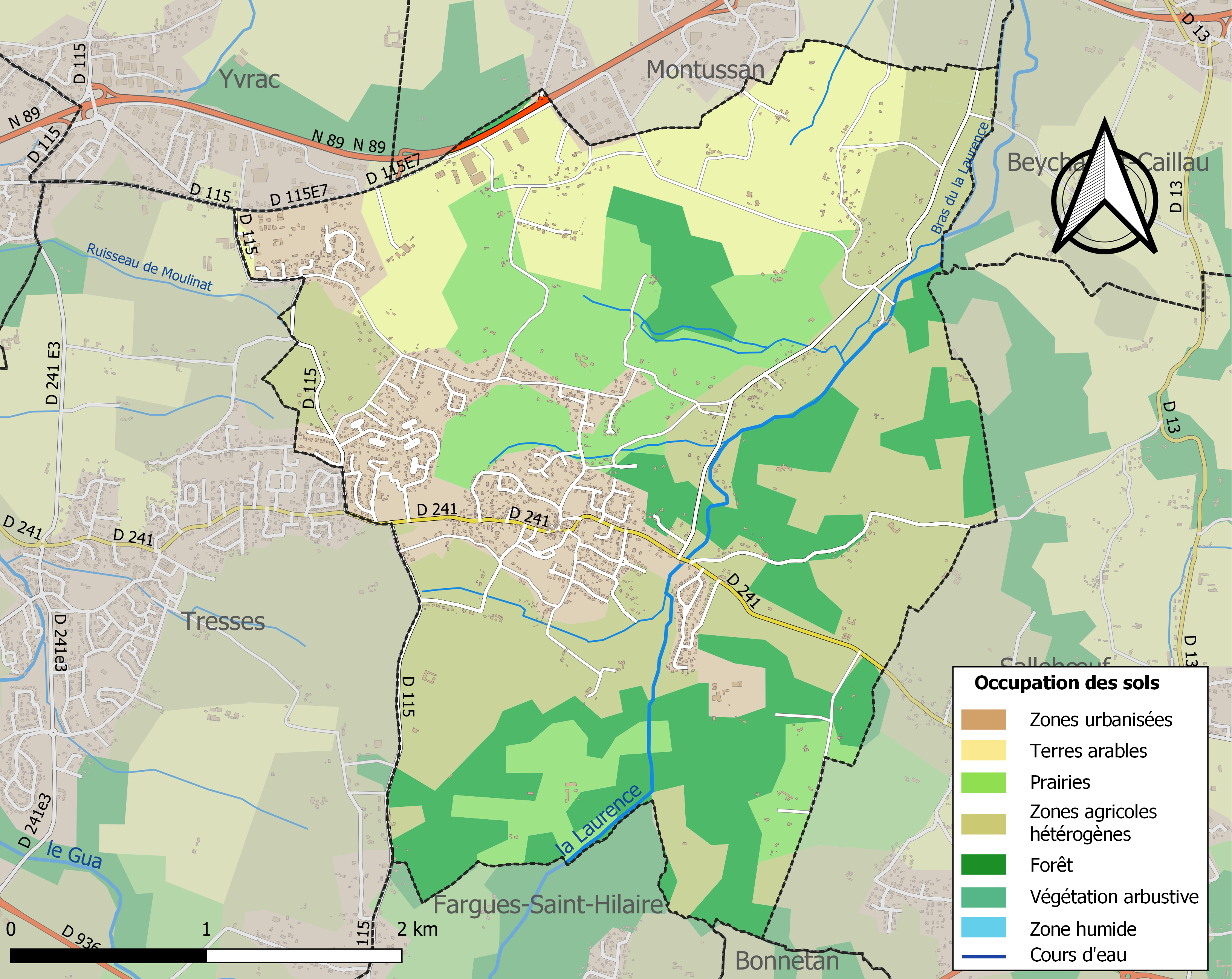
Kaart van de gemeente met belangrijkste infrastructuur, bodemgebruik en omliggende gemeenten

## Demografie
Onderstaande figuur toont het verloop van het inwonertal (bron: INSEE-tellingen).